# Phostria clementalis
Phostria clementalis là một loài bướm đêm trong họ Crambidae.